# 国际自由工会联合会
国际自由工会联合会（英語：International Confederation of Free Trade Unions, ICFTU），简称“国际自由工联”，因為甫成立的世界工会联合会中，與一眾社會主義國家意見不合，1949年从中退出並成立新組織，開始是以西方国家为主导的国际性工会组织。总部设在比利时首都布鲁塞尔，并在日内瓦、纽约和华盛顿设有长驻机构。国际自由工联相對有着充足的财政與制度资源。
2006年停止運作，並国际自由工联与世界劳工联合会（前身是1920年成立的国际天主教工会联合会）合并为最大的国际工会联合会至今。

## 历史
由于冷战开始以及意识形态的巨大差异，西方国家的工会从世界工会联合会分裂出来，于1949年12月7日成立国际自由工会联合会，发起者包括美国产业工会联合会、英国职工大会、法国工人力量总工会、意大利天主教工人联合会、西班牙劳动者总工会。成立时在53个国家有4800万会员。

## 近况
国际自由工联在欧美以外另设3个地区性组织：
美洲区域工人组织，总部在加拉加斯；亚洲和太平洋区域工人组织，总部在新加坡；非洲区域工人组织，总部在内罗毕；南太平洋和大洋洲工会理事会。
- 亚洲和太平洋区域组织（英语：ICFTU Asia and Pacific Regional Organisation），设在新加坡；
- 非洲区域组织（英语：ICFTU African Regional Organisation），在内罗毕。
- 美洲区域工人组织（英语：ICFTU Inter American Regional Organisation of Workers），设在加拉加斯。

此外，与欧洲工会联合会、全球工会联盟保持密切关系。
国际自由工联每年6月出版《侵犯工会权利年度调查》（Annual Survey of Violations of Trade Union Rights）
国际自由工联关注的核心劳动标准（core labour standards）包括：结社自由、废止童工与强迫劳动、去除劳动场所的歧视、捍卫人类自由、促进所有人的机会均等、去除任何形式的基于种族、宗教、性别、出身的歧视与镇压，反对并斗争任何形式的极权主义与攻击（oppose and combat totalitarianism and aggression in any form）。

## 历任秘书长
- 1949: J. H. Oldenbroek（英语：J. H. Oldenbroek）
- 1960: Omer Becu（英语：Omer Becu）
- 1967: Harm G. Buiter（英语：Harm G. Buiter）
- 1972: Otto Kersten（英语：Otto Kersten）
- 1982: John Vanderveken（英语：John Vanderveken）
- 1992: Enzo Friso（英语：Enzo Friso）
- 1995: Bill Jordan（英语：William Jordan, Baron Jordan）
- 2002: Guy Ryder（英语：Guy Ryder）

## 进一步阅读
- Robert Anthony Waters and Geert van Goethem, eds. American Labor's Global Ambassadors: The International History of the AFL-CIO During the Cold War (Palgrave Macmillan; 2014)